# Хаётинав
Хаётинав (тадж. Ҳаёти Нав) — посёлок городского типа в Хатлонской области Таджикистана, входит в Яванский район.
Статус посёлка городского типа с 1971 года.

## Население
| 1979 | 1989 | 2013 | 2015 | 2019 | 2020 | 2021 | 2022 |
| ---- | ---- | ---- | ---- | ---- | ---- | ---- | ---- |
| 1618 | 1939 | 3100 | 3900 | 4200 | 4300 | 4100 | 4400 |